# Espacio nuclear
En matemáticas, los espacios nucleares son espacios vectoriales topológicos que pueden verse como una generalización del espacio euclídeo de dimensión finita, con los que comparten muchas de sus propiedades deseables. Sin embargo, son bastante diferentes de los espacios de Hilbert, otra generalización de los espacios euclídeos de dimensión finita. Fueron presentados por Alexander Grothendieck.
La topología de los espacios nucleares se puede definir mediante una familia de seminormas cuyas bolas unitarias disminuyen rápidamente de tamaño. Los espacios vectoriales cuyos elementos son "suaves" en algún sentido tienden a ser espacios nucleares. Un ejemplo típico de un espacio nuclear es el conjunto de las funciones infinitamente diferenciables en una variedad compacta. Todos los espacios vectoriales de dimensión finita son nucleares. No hay espacios de Banach que sean nucleares, excepto los de dimensión finita. En la práctica, a menudo se presenta una especie de caso contrario: si un espacio vectorial topológico "que aparece naturalmente" no es un espacio de Banach, entonces es muy probable que sea un espacio nuclear.

## Motivación original: el teorema del núcleo de Schwartz
Gran parte de la teoría de los espacios nucleares fue desarrollada por Alexander Grothendieck mientras investigaba el teorema del núcleo de Schwartz, trabajo publicado en 1955.
Para cualquier subconjunto abierto {\displaystyle \Omega _{1}\subseteq \mathbb {R} ^{m}} y {\displaystyle \Omega _{2}\subseteq \mathbb {R} ^{n},} la aplicación canónica {\displaystyle {\mathcal {D}}^{\prime }\left(\Omega _{1}\times \Omega _{2}\right)\to L_{b}\left(C_{c}^{\infty }\left(\Omega _{2}\right);{\mathcal {D}}^{\prime }\left(\Omega _{1}\right)\right)} es un isomorfismo de EVTs (donde {\displaystyle L_{b}\left(C_{c}^{\infty }\left(\Omega _{2}\right);{\mathcal {D}}^{\prime }\left(\Omega _{1}\right)\right)} tiene topología de convergencia uniforme en subconjuntos acotados) y, además, ambos espacios son canónicamente EVTs-isomorfos a {\displaystyle {\mathcal {D}}^{\prime }\left(\Omega _{1}\right){\widehat {\otimes }}{\mathcal {D}}^{\prime }\left(\Omega _{2}\right)} (donde, dado que {\displaystyle {\mathcal {D}}^{\prime }\left(\Omega _{1}\right)} es nuclear, este producto tensorial es simultáneamente el producto tensorial inyectivo y el producto tensorial proyectivo).
En resumen, el teorema del núcleo de Schwartz establece que:
{\displaystyle {\mathcal {D}}^{\prime }\left(\Omega _{1}\times \Omega _{2}\right)\cong {\mathcal {D}}^{\prime }\left(\Omega _{1}\right){\widehat {\otimes }}{\mathcal {D}}^{\prime }\left(\Omega _{2}\right)\cong L_{b}\left(C_{c}^{\infty }\left(\Omega _{2}\right);{\mathcal {D}}^{\prime }\left(\Omega _{1}\right)\right)}
donde todos estos espacios vectoriales topológicos son canónicos.
Este resultado es falso si se reemplaza el espacio {\displaystyle C_{c}^{\infty }} por {\displaystyle L^{2}} (que es un espacio reflexivo que es incluso isomorfo a su propio espacio dual fuerte) y se reemplaza {\displaystyle {\mathcal {D}}^{\prime }} por el dual de este espacio {\displaystyle L^{2}}.
¿Por qué un resultado con tantas posibilidades es válido para el espacio de distribuciones y funciones de prueba, pero no para el espacio de Hilbert {\displaystyle L^{2}} (que generalmente se considera uno de los EVTs "con mejor comportamiento")?
Esta pregunta llevó a Grothendieck a descubrir los espacios nucleares, las aplicaciones nucleares y el producto tensorial inyectivo.

### Motivaciones geométricas
Otro conjunto de ejemplos motivadores proviene directamente de la geometría y de la teoría de variedades suavesappendix 2. Dadas las variedades suaves {\displaystyle M,N} y un espacio vectorial topológico de Hausdorff localmente convexo, existen los siguientes isomorfismos de espacios nucleares
- {\displaystyle C^{\infty }(M)\otimes C^{\infty }(N)\cong C^{\infty }(M\times N)}
- {\displaystyle C^{\infty }(M)\otimes F\cong \{f:M\to F:f{\text{ es suave }}\}}

## Definición
Esta sección enumera algunas de las definiciones más comunes de espacio nuclear. Las definiciones siguientes son todas equivalentes. Téngase en cuenta que algunos autores utilizan una definición más restrictiva de espacio nuclear, añadiendo la condición de que el espacio también debe ser un espacio de Fréchet (esto significa que el espacio está completo y la topología está dada por una familia de seminormas numerable).
Grothendieck utilizó la siguiente definición para caracterizar los espacios nucleares:
Definición 0: Sea {\displaystyle X} un espacio vectorial topológico localmente convexo. Entonces, {\displaystyle X} es nuclear si para cualquier espacio localmente convexo {\displaystyle Y,} el espacio vectorial canónico que incluye {\displaystyle X\otimes _{\pi }Y\to {\mathcal {B}}_{\epsilon }\left(X_{\sigma }^{\prime },Y_{\sigma }^{\prime }\right)} es un embebido de un EVT cuya imagen es densa en el codominio (donde el dominio {\displaystyle X\otimes _{\pi }Y} es el producto tensorial proyectivo y el codominio es el espacio de todas las formas bilineales continuas por separado en {\displaystyle X_{\sigma }^{\prime }\times Y_{\sigma }^{\prime }} dotado de la topología de convergencia uniforme en subconjuntos equicontinuos).
En primer lugar se recuerdan algunos antecedentes. Un espacio localmente convexo {\displaystyle X} tiene una topología definida por alguna familia de seminormas. Para cualquier seminorma, la bola unitaria es un entorno simétrico convexo cerrado del origen y, a la inversa, cualquier entorno simétrico convexo cerrado de 0 es la bola unitaria de alguna seminorma (para espacios vectoriales complejos, la condición "simétrico" debe reemplazarse por "equilibrado").
Si {\displaystyle p} es una seminorma en {\displaystyle X,} entonces {\displaystyle X_{p}} denota el espacio de Banach dado por completación y el espacio normado auxiliar usando la seminorma {\displaystyle p.} Existe una aplicación natural {\displaystyle X\to X_{p}} (no necesariamente inyectiva).
Si {\displaystyle q} es otra seminorma, mayor que {\displaystyle p} (puntualmente como una función en {\displaystyle X}), entonces existe una aplicación natural de {\displaystyle X_{q}} a {\displaystyle X_{p}} tal que la primera aplicación factoriza {\displaystyle X\to X_{q}\to X_{p}.} Estas aplicaciones son siempre continuas. El espacio {\displaystyle X} es nuclear cuando se cumple una condición más fuerte, a saber, que estas aplicaciones son operadores nucleares. La condición de ser un operador nuclear es sutil, y en el artículo correspondiente hay más detalles disponibles.
Definición 1: un espacio nuclear es un espacio vectorial topológico localmente convexo tal que para cualquier seminorma {\displaystyle p} se puede encontrar una seminorma más grande {\displaystyle q} de modo que la aplicación natural {\displaystyle X_{q}\to X_{p}} sea nuclear.
Informalmente, esto significa que siempre que se considera la bola unitaria de alguna seminorma, se puede encontrar una bola unitaria "mucho más pequeña" de otra seminorma dentro de ella, o que cualquier entorno de 0 contiene un entorno "mucho más pequeño". No es necesario verificar esta condición para todas las seminormas {\displaystyle p}, y basta con comprobar si hay un conjunto de seminormas que generan la topología, es decir, un conjunto de seminormas que son una subbase para la topología.
En lugar de utilizar espacios de Banach y operadores nucleares arbitrarios, se puede dar una definición en términos de espacios de Hilbert y de operadores de clase de traza, que son más fáciles de entender (en los espacios de Hilbert, los operadores nucleares a menudo se denominan operadores de clase de traza).
Se dice que una seminorma {\displaystyle p} es una seminorma de Hilbert si {\displaystyle X_{p}} es un espacio de Hilbert, o de manera equivalente, si {\displaystyle p} proviene de una forma semidefinida positiva sesquilineal en {\displaystyle X.}
Definición 2: un espacio nuclear es un espacio vectorial topológico con una topología definida por una familia de seminormas de Hilbert, de modo que para cualquier seminorma de Hilbert {\displaystyle p} se puede encontrar una seminorma de Hilbert {\displaystyle q} más grande, por lo que la aplicación natural de {\displaystyle X_{q}} a {\displaystyle X_{p}} es un operador de clase de traza.
Algunos autores prefieren utilizar el operador de Hilbert–Schmidt en lugar de operadores de clase de traza. La diferencia es pequeña, porque cualquier operador de clase de traza es de Hilbert-Schmidt, y el producto de dos operadores de Hilbert-Schmidt es de clase de traza.
Definición 3: un espacio nuclear es un espacio vectorial topológico con una topología definida por una familia de seminormas de Hilbert, de modo que para cualquier seminorma de Hilbert {\displaystyle p} se puede encontrar una seminorma de Hilbert {\displaystyle q} más grande, por lo que la aplicación natural de {\displaystyle X_{q}} a {\displaystyle X_{p}} es de Hilbert-Schmidt.
Si se opta por utilizar el concepto de operador nuclear desde un espacio vectorial topológico localmente convexo arbitrario a un espacio de Banach, se pueden dar definiciones más breves como las siguientes:
Definición 4: un espacio nuclear es un espacio vectorial topológico localmente convexo tal que para cualquier seminorma {\displaystyle p} la aplicación natural de {\displaystyle X\to X_{p}} es un nuclear.
Definición 5: un espacio nuclear es un espacio vectorial topológico localmente convexo tal que cualquier aplicación lineal continua a un espacio de Banach es nuclear.
Grothendieck utilizó una definición similar a la siguiente:
Definición 6: un espacio nuclear es un espacio vectorial topológico localmente convexo {\displaystyle A} tal que para cualquier espacio vectorial topológico localmente convexo {\displaystyle B} la aplicación natural del producto tensorial proyectivo al inyectivo de {\displaystyle A} y {\displaystyle B} es un isomorfismo.
De hecho, es suficiente comprobar esto solo para los espacios de Banach {\displaystyle B,} o incluso solo para el único espacio de Banach {\displaystyle \ell ^{1}} de series absolutamente convergentes.

## Caracterizaciones
Sea {\displaystyle X} un espacio localmente convexo de Hausdorff. Entonces, los siguientes enunciados son equivalentes:
1. {\displaystyle X} es nuclear.
2. Para cualquier espacio localmente convexo {\displaystyle Y,} la inclusión del espacio vectorial canónico {\displaystyle X\otimes _{\pi }Y\to {\mathcal {B}}_{\epsilon }\left(X_{\sigma }^{\prime },Y_{\sigma }^{\prime }\right)} es una inclusión de un EVT cuya imagen es densa en el codominio.
3. Para cualquier espacio de Banach {\displaystyle Y,} el espacio vectorial canónico que incorpora {\displaystyle X{\widehat {\otimes }}_{\pi }Y\to X{\widehat {\otimes }}_{\epsilon }Y} es un isomorfismo sobreyectivo de un EVT.[6]
4. Para cualquier espacio de Hausdorff localmente convexo {\displaystyle Y,} el espacio vectorial canónico que embebe a {\displaystyle X{\widehat {\otimes }}_{\pi }Y\to X{\widehat {\otimes }}_{\epsilon }Y} es un isomorfismo sobreyectivo de un EVT.[6]
5. La inclusión canónica de {\displaystyle \ell ^{1}[\mathbb {N} ,X]} en {\displaystyle \ell ^{1}(\mathbb {N} ,X)} es un isomorfismo sobreyectivo de un EVT.[7]
6. La aplicación canónica de {\displaystyle \ell ^{1}{\widehat {\otimes }}_{\pi }X\to \ell ^{1}{\widehat {\otimes }}_{\epsilon }X} es un isomorfismo sobreyectivo de un EVT.[7]
7. Para cualquier seminorma {\displaystyle p} se puede encontrar una seminorma más grande {\displaystyle q}, de modo que la aplicación natural {\displaystyle X_{q}\to X_{p}} sea nuclear.
8. Para cualquier seminorma {\displaystyle p} se puede encontrar una seminorma más grande {\displaystyle q} para que la inyección canónica {\displaystyle X_{p}^{\prime }\to X_{q}^{\prime }} sea nuclear.[6]
9. La topología de {\displaystyle X} está definida por una familia de seminormas de Hilbert, de modo que para cualquier seminorma de Hilbert {\displaystyle p} se puede encontrar una seminorma de Hilbert {\displaystyle q} más grande, de modo que la aplicación natural {\displaystyle X_{q}\to X_{p}} sea un operador de clase de traza.
10. {\displaystyle X} tiene una topología definida por una familia de seminormas de Hilbert, de manera que para cualquier seminorma de Hilbert {\displaystyle p} se puede encontrar una seminorma de Hilbert {\displaystyle q} más grande, y de modo que la aplicación natural {\displaystyle X_{q}\to X_{p}} sea de Hilbert-Schmidt.
11. Para cualquier seminorma {\displaystyle p}, la aplicación natural de {\displaystyle X\to X_{p}} es nuclear.
12. Cualquier aplicación lineal continua a un espacio de Banach es nuclear.
13. Cada seminorma continua en {\displaystyle X} es prenuclear.[8]
14. Cada subconjunto equicontinuo de {\displaystyle X^{\prime }} es prenuclear.[8]
15. Cada aplicación lineal desde un espacio de Banach hacia {\displaystyle X^{\prime }} que transforma la bola unitaria en un conjunto equicontinuo, es nuclear.[6]
16. La completación de {\displaystyle X} es un espacio nuclear.

Si {\displaystyle X} es un espacio de Fréchet, entonces las siguientes proposiciones son equivalentes:
1. {\displaystyle X} es nuclear.
2. Cada secuencia sumable en {\displaystyle X} es absolutamente sumable.[7]
3. El dual fuerte de {\displaystyle X} es nuclear.

## Condiciones suficientes
- Un espacio de Hausdorff localmente convexo es nuclear si y solo si su completación es nuclear.
- Cada subespacio de un espacio nuclear es nuclear.[9]
- Cada espacio del cociente de Hausdorff de un espacio nuclear es nuclear.[9]
- El límite inductivo de una secuencia numerable de espacios nucleares es nuclear.[9]
- La suma directa localmente convexa de una secuencia contable de espacios nucleares es nuclear.[9]
- El dual fuerte de un espacio nuclear de Fréchet es nuclear.[10]
  - En general, el dual fuerte de un espacio nuclear puede no ser nuclear.[10]
- Un espacio de Fréchet cuyo dual fuerte es nuclear es en sí mismo nuclear.[10]
- El límite de una familia de espacios nucleares es nuclear.[9]
- El producto de una familia de espacios nucleares es nuclear.[9]
- La completación de un espacio nuclear es nuclear (y de hecho un espacio es nuclear si y solo si su completación es nuclear).
- El producto tensorial de dos espacios nucleares es nuclear.
- El producto tensorial proyectivo (así como su completación), de dos espacios nucleares es nuclear.[11]

Supóngase que {\displaystyle X,Y,} y {\displaystyle N} son espacios localmente convexos y que {\displaystyle N} es nuclear.
- Si {\displaystyle N} es nuclear, entonces el espacio vectorial de aplicaciones lineales continuas {\displaystyle L_{\sigma }(X,N)} dotado de la topología de convergencia simple es un espacio nuclear.[10]
- Si {\displaystyle X} es un espacio espacio semirreflexivo cuyo dual fuerte es nuclear, y si {\displaystyle N} es nuclear, entonces el espacio vectorial de aplicaciones lineales continuas {\displaystyle L_{b}(X,N)} (dotado de la topología de convergencia uniforme en subconjuntos acotados de {\displaystyle X}) es un espacio nuclear.[12]

### Ejemplos
Si {\displaystyle d} es un conjunto de cualquier cardinalidad, entonces {\displaystyle \mathbb {R} ^{d}} y {\displaystyle \mathbb {C} ^{d}} (con topología producto) son ambos espacios nucleares.
Un ejemplo de dimensión infinita relativamente simple de un espacio nuclear es el espacio de todas las sucesiones {\displaystyle c=\left(c_{1},c_{2},\ldots \right).} ("rápidamente decrecientes" significa que {\displaystyle c_{n}p(n)} está acotado para cualquier polinomio {\displaystyle p}). Para cada número real {\displaystyle s,} es posible definir una norma {\displaystyle \|\,\cdot \,\|_{s}} mediante
{\displaystyle \|c\|_{s}=\sup _{}\left|c_{n}\right|n^{s}}
Si la completación en esta norma es {\displaystyle C_{s},} entonces existe una aplicación natural de {\displaystyle C_{s}\to C_{t}} siempre que {\displaystyle s\geq t,} que es nuclear siempre que {\displaystyle s>t+1}, esencialmente porque la serie {\displaystyle \sum n^{t-s}} es entonces absolutamente convergente. En particular, para cada norma {\displaystyle \|\,\cdot \,\|_{t}} es posible encontrar otra norma, digamos {\displaystyle \|\,\cdot \,\|_{t+1},} tal que la aplicación {\displaystyle C_{t+2}\to C_{t}} sea nuclear. Entonces, el espacio es nuclear.
- El espacio de funciones suaves en cualquier variedad compacta es nuclear.
- El espacio de Schwartz de funciones suaves en {\displaystyle \mathbb {R} ^{n}} para las cuales las derivadas de todos los órdenes están disminuyendo rápidamente es un espacio nuclear.
- El espacio de funciones holomorfas enteras en el plano complejo es nuclear.
- El espacio de distribuciones {\displaystyle {\mathcal {D}}^{\prime },} el dual fuerte de {\displaystyle {\mathcal {D}},} es nuclear.[12]

## Propiedades
Los espacios nucleares son en muchos aspectos similares a los espacios de dimensión finita y tienen muchas de sus propiedades deseables.
- Todo espacio de Hausdorff de dimensión finita es nuclear.
- Un espacio de Fréchet es nuclear si y solo si su dual fuerte es nuclear.
- Todo subconjunto acotado de un espacio nuclear es precompacto (recuérdese que un conjunto es precompacto si su cierre en la completación del espacio es compacto).[14] Esto es análogo al teorema de Heine-Borel. Por el contrario, ningún espacio normado de dimensión infinita tiene esta propiedad (aunque los espacios de dimensión finita sí la tienen).
- Si {\displaystyle X} es un espacio nuclear cuasi completo (es decir, todos los subconjuntos cerrados y acotados están completos), entonces {\displaystyle X} tiene la propiedad de Heine-Borel.[15]
- Un espacio cuasi completo barrilado nuclear es un espacio de Montel.
- Cada subconjunto cerrado equicontinuo del dual de un espacio nuclear es un conjunto metrizable compacto (para la topología dual fuerte).
- Todo espacio nuclear es un subespacio de un producto de espacios de Hilbert.
- Todo espacio nuclear admite una base de seminormas constituidas por normas de Hilbert.
- Todo espacio nuclear es un espacio de Schwartz.
- Todo espacio nuclear posee la propiedad de aproximación.[16]
- Cualquier subespacio y cualquier espacio cociente por un subespacio cerrado de un espacio nuclear es nuclear.
- Si {\displaystyle A} es nuclear y {\displaystyle B} es cualquier espacio vectorial topológico localmente convexo, entonces la aplicación natural del producto tensorial proyectivo de A y {\displaystyle B} al producto tensorial inyectivo es un isomorfismo. En términos generales, esto significa que solo hay una forma coherente de definir el producto tensorial. Esta propiedad caracteriza a los espacios nucleares {\displaystyle A.}
- En la teoría de medidas en espacios vectoriales topológicos, un teorema básico establece que cualquier medida de conjunto de cilindros continua en el dual de un espacio nuclear de Fréchet se extiende automáticamente a una medida de Radon. Esto es útil porque a menudo es fácil construir medidas de conjuntos de cilindros en espacios vectoriales topológicos, pero no son lo suficientemente buenas para la mayoría de las aplicaciones, a menos que sean medidas de Radon (por ejemplo, ni siquiera son numerablemente aditivas en general).

### El teorema del núcleo
Gran parte de la teoría de los espacios nucleares fue desarrollada por Alexander Grothendieck mientras investigaba el teorema del núcleo de Schwartz, y se publicó en 1955. Se tiene la siguiente generalización del teorema:
Teorema del núcleo de Schwartz: supóngase que {\displaystyle X} es nuclear, {\displaystyle Y} es localmente convexo y que {\displaystyle v} es una forma bilineal continua en {\displaystyle X\times Y.} Entonces, {\displaystyle v} se origina a partir de un espacio de la forma {\displaystyle X_{A^{\prime }}^{\prime }{\widehat {\otimes }}_{\epsilon }Y_{B^{\prime }}^{\prime }}, donde {\displaystyle A^{\prime }} y {\displaystyle B^{\prime }} son subconjuntos equicontinuos propios de {\displaystyle X^{\prime }} y {\displaystyle Y^{\prime }.} De manera equivalente, {\displaystyle v} tiene la forma:
{\displaystyle v(x,y)=\sum _{i=1}^{\infty }\lambda _{i}\left\langle x,x_{i}^{\prime }\right\rangle \left\langle y,y_{i}^{\prime }\right\rangle \quad {\text{ para todo }}(x,y)\in X\times Y}
donde {\displaystyle \left(\lambda _{i}\right)\in \ell ^{1}} y cada uno de {\displaystyle \left\{x_{1}^{\prime },x_{2}^{\prime },\ldots \right\}} y {\displaystyle \left\{y_{1}^{\prime },y_{2}^{\prime },\ldots \right\}} son equicontinuos. Además, estas secuencias pueden considerarse secuencias nulas (es decir, convergentes a 0) en {\displaystyle X_{A^{\prime }}^{\prime }} e {\displaystyle Y_{B^{\prime }}^{\prime },} respectivamente.

## Teorema de Bochner-Minlos
Cualquier funcional definido positivo {\displaystyle C} continuo en un espacio nuclear {\displaystyle A} se denomina 'funcional característico si {\displaystyle C(0)=1,} y para cualquier {\displaystyle z_{j}{\text{and }}x_{j}\in A,} complejo {\displaystyle j,k=1,\ldots ,n,}
{\displaystyle \sum _{j=1}^{n}\sum _{k=1}^{n}z_{j}{\bar {z}}_{k}C(x_{j}-x_{k})\geq 0.}
Dada una característica funcional en un espacio nuclear {\displaystyle A,} el teorema de Bochner-Minlos (en referencia a Salomon Bochner y a Robert Adol'fovich Minlos) garantiza la existencia y unicidad de una medida de probabilidad {\displaystyle \mu } correspondiente en el espacio dual {\displaystyle A^{\prime },} dado por
{\displaystyle C(y)=\int _{A^{\prime }}e^{i\langle x,y\rangle }\,d\mu (x).}
Esto extiende el teorema de la inversión de Fourier a los espacios nucleares.
En particular, si {\displaystyle A} es un espacio nuclear
{\displaystyle A=\bigcap _{k=0}^{\infty }H_{k},}
donde {\displaystyle H_{k}} son espacios de Hilbert, el teorema de Bochner-Minlos garantiza la existencia de una medida de probabilidad con la función característica {\displaystyle e^{-{\frac {1}{2}}\|y\|_{H_{0}}^{2}},} es decir, la existencia de la medida gaussiana en el espacio dual. Esta medida se denomina medida de ruido blanco. Cuando {\displaystyle A} es un espacio de Schwartz, el elemento aleatorio correspondiente es una distribución aleatoria.

## Espacios fuertemente nucleares
Un espacio fuertemente nuclear es un espacio vectorial topológico localmente convexo tal que para cualquier seminorma {\displaystyle p} existe una seminorma más grande {\displaystyle q}, por lo que la aplicación natural {\displaystyle X_{q}\to X_{p}} es fuertemente nuclear.